# Frontière entre les États-Unis et les Tonga
La frontière entre les États-Unis et les Tonga est une frontière, entièrement maritime, séparant les Samoa américaines et les Tonga, dans l'océan Pacifique.

## Historique
En 2021, aucun traité n'établit précisément de tracé, une situation encore très fréquente dans le Pacifique.
Pour définir les zonse économiques exclusives respectives, la ligne de base est établie jusqu'à 200 milles marins (370,42 km) de ses côtes au maximum et les zones se recoupent sur une ligne d'équidistance basée sur la définition du trait de côte.
La seule île américaine impliquée est l'île Tutuila face aux îles de l'archipel tongien des Niuas  (Niuatoputapu et Tafahi).
Les extrémités de cette frontière sont deux tripoints :
- Au nord, une jonction avec les Samoa en prenant en compte l'île d'Upolu : le point se trouve à 115 nm de chaque île.
- Au sud, une jonction avec Niue, territoire néo-zélandais : le point à environ 150 nm de chaque île.

Le tracé suivrait donc une ligne reliant les points 15° 50′ S, 171° 52′ O et 16° 50′ S, 171° 20′ O sur une distance de 120 kilomètres.
Des discussions sont en cours, notamment en 2019, au sein du Forum des îles du Pacifique pour aboutir à un traité officiel